# 塞尔河畔巴朗通
塞尔河畔巴朗通（法語：Barenton-sur-Serre，法語發音：[baʁɑ̃tɔ̃ syʁ sɛʁ]）是法国上法蘭西大區埃纳省的一个市镇，属于拉昂区。

## 地理
塞尔河畔巴朗通（49°40'17"N, 3°40'49"E）面积8.05 平方千米，位于法国上法蘭西大區埃纳省，该省份为法国北部内陆省份，北起北部省，西接索姆省和瓦兹省，东临阿登省和马恩省，西南至塞纳-马恩省，东北部与比利时接壤。
与塞尔河畔巴朗通接壤的市镇（或旧市镇、城区）包括：巴朗通塞勒、沙朗德里、代尔西、弗鲁瓦蒙-科阿蒂耶、格朗吕普费、莫尔捷、塞尔河畔韦尔讷伊。

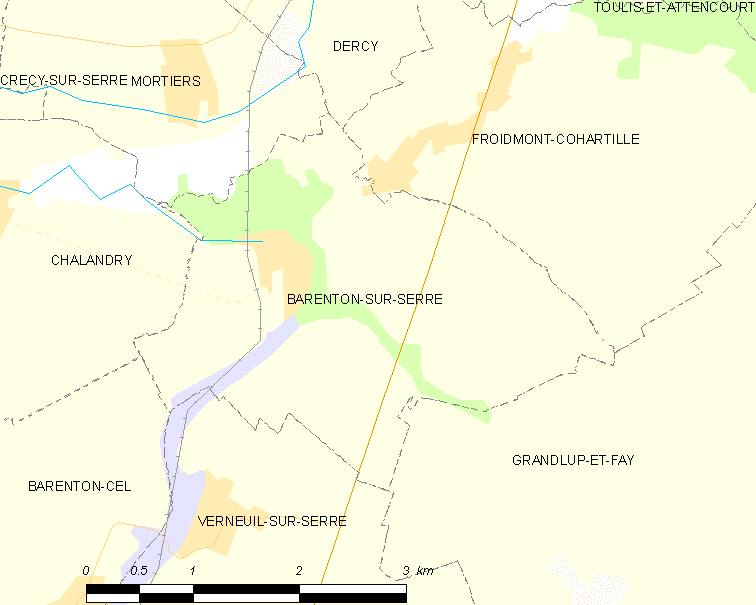
塞尔河畔巴朗通的OSM定位图

塞尔河畔巴朗通的时区为UTC+01:00、UTC+02:00（夏令时）。

## 行政
塞尔河畔巴朗通的邮政编码为02270，INSEE市镇编码为02048。

## 政治
塞尔河畔巴朗通所属的省级选区为马尔勒县。

## 人口

1962-2008年间塞尔河畔巴朗通人口变化图示

塞尔河畔巴朗通于2022年1月1日时的人口数量为128人。